# Ladoix-Serrigny
Ladoix-Serrigny är en kommun i departementet Côte-d'Or i regionen Bourgogne-Franche-Comté i östra Frankrike. Kommunen ligger i kantonen Beaune-Sud som tillhör arrondissementet Beaune. År 2022 hade Ladoix-Serrigny 1 783 invånare.

## Befolkningsutveckling
Antalet invånare i kommunen Ladoix-Serrigny
Referens:INSEE